# Pątnów (gmina)
Pątnów est une gmina rurale du powiat de Wieluń, Łódź, dans le centre de la Pologne. Son siège est le village de Pątnów, qui se situe environ 9 km au sud de Wieluń et 92 km au sud-ouest de la capitale régionale Łódź.
La gmina couvre une superficie de 114,3 km2 pour une population de 6 452 habitants.

## Géographie
La gmina inclut les villages de Bieniec, Budziaki, Bukowce, Cieśle, Dzietrzniki, Gligi, Grabowa, Grębień, Józefów, Kałuże, Kamionka, Kluski, Madeły, Pątnów, Popowice, Troniny, Załęcze Małe et Załęcze Wielkie.
La gmina borde les gminy de Działoszyn, Lipie, Mokrsko, Praszka, Rudniki, Wieluń et Wierzchlas.